# Cantón de Selongey
El cantón de Selongey era una división administrativa francesa, que estaba situada en el departamento de Côte-d'Or y la región de Borgoña.

## Composición
El cantón estaba formado por ocho comunas:
- Boussenois
- Chazeuil
- Foncegrive
- Orville
- Sacquenay
- Selongey
- Vernois-lès-Vesvres
- Véronnes

## Supresión del cantón de Selongey
En aplicación del Decreto nº 2014-175 de 18 de febrero de 2014, el cantón de Selongey fue suprimido el 22 de marzo de 2015 y sus 8 comunas pasaron a formar parte del nuevo cantón de Is-sur-Tille.